# Bartłomiej Pociecha
Bartłomiej Pociecha (ur. 22 marca 1992 w Krynicy-Zdroju) – polski hokeista, reprezentant Polski.

## Kariera
- KTH Krynica (2007-2008, 2009, 2010)
- SMS I Sosnowiec (2008-2010)
- HC Vítkovice U20 (2010-2012)
- HC Poruba (2012)
- Ciarko PBS Bank KH Sanok (2012-2014)
  -  UKH Dębica (2013)
- GKS Tychy (2014-)

Wychowanek KTH Krynica. Absolwent NLO SMS PZHL Sosnowiec z 2011. Przez dwa lata występował w czeskiej drużynie HC Vítkovice w juniorskich rozgrywkach tego kraju. Od maja 2012 zawodnik klubu z Sanoka. Od maja 2014 zawodnik GKS Tychy.

## Kariera reprezentacyjna
W barwach reprezentacji Polski do lat 18 występował na turniejach mistrzostw świata juniorów do lat 18 w 2008, 2009, 2010 (Dywizja I). W barwach reprezentacji Polski do lat 20 wystąpił na turniejach mistrzostw świata juniorów do lat 20 w 2009, 2010 (Dywizja I), 2011 (Dywizja II), 2012 (Dywizja I). Od 2009 był powoływany do seniorskiej kadry Polski. W barwach seniorskiej reprezentacji Polski uczestniczył w turniejach mistrzostw świata w 2014 (Dywizja IB), 2015, 2016, 2017, 2018 (Dywizja IA).

## Sukcesy
Reprezentacyjne
- Awans do MŚ do lat 20 Dywizji I: 2011
- Awans do mistrzostw świata Dywizji I Grupy A: 2014

Klubowe
- Finał Pucharu Polski: 2012, 2013 z Ciarko PBS Bank KH Sanok
- Złoty medal mistrzostw Polski: 2014 z Ciarko PBS Bank KH Sanok, 2015, 2018, 2019, 2020[6], 2025 z GKS Tychy
- Puchar Polski: 2014, 2016, 2017, 2022, 2023, 2024 z GKS Tychy
- Superpuchar Polski: 2015, 2018, 2019, 2023 z GKS Tychy
- Trzecie miejsce w Superfinale Pucharu Kontynentalnego: 2016 z GKS Tychy
- Srebrny medal mistrzostw Polski: 2016, 2017, 2023 z GKS Tychy
- Finał Superpucharu Polski: 2017 z GKS Tychy
- Brązowy medal mistrzostw Polski: 2021, 2024 z GKS Tychy

Indywidualne
- Mistrzostwa świata do lat 18 w hokeju na lodzie mężczyzn 2009/I Dywizja:
  - Pierwsze miejsce w klasyfikacji asystentów wśród obrońców turnieju: 3 asysty[7]
  - Trzecie miejsce w klasyfikacji kanadyjskiej wśród obrońców turnieju: 4 punkty